# خوسيه فيريرا (مبارز بالسيف)
خوسيه فيريرا هو مبارز بالسيف برتغالي، ولد في 7 مايو 1923 في لشبونة في البرتغال.

## وصلات خارجية
- خوسيه فيريرا على موقع أوليمبيديا (الإنجليزية)